# Bisbat de Jelgava
El bisbat de Jelgava (letó: Diecēze Jelgavas, llatí: Dioecesis Ielgavensis) és una seu de l'Església Catòlica a Letònia, sufragània de l'arquebisbat de Riga. Al 2013 tenia 67.700 batejats sobre una població de 277.200 habitants. Actualment està regida pel bisbe Edvards Pavlovskis.

## Territori
L'arxidiòcesi s'estén sobre 13.620 km², i comprèn la part meridional de Letònia, corresponent a la regió històrica de Semigàlia.
La seu arxiepiscopal és la ciutat de Jelgava, on es troba la catedral de la Immaculada Verge Maria.
El territori està dividit en 59 parròquies.

## Història
La diòcesi va ser erigida el 2 de desembre de 1995 mitjançant la butlla Apostolicum ministerium del Papa Joan Pau II, prenent el territori de la diòcesi de Liepāja.

## Cronologia episcopal
- Antons Justs (7 de desembre de 1995 – 22 de juliol de 2011 retirat).
- Edvards Pavlovskis, des del 22 de juliol de 2011.

## Estadístiques
A finals del 2013, la diòcesi tenia 67.700 batejats sobre una població de 277.200 persones, equivalent al 24,4% del total.
| any  | població | població | població | sacerdots | sacerdots       | sacerdots       | sacerdots             | diàques | religiosos | religiosos | parroquies |
| ---- | -------- | -------- | -------- | --------- | --------------- | --------------- | --------------------- | ------- | ---------- | ---------- | ---------- |
| any  | batejats | total    | %        | total     | clergat secular | clergat regular | batejats por sacerdot | diàques | homes      | dones      |            |
| 1999 | 90.000   | 418.250  | 21,5     | 17        |                 | 17              | 5.294                 |         |            | 6          | 45         |
| 2000 | 90.000   | 418.250  | 21,5     | 17        |                 | 17              | 5.294                 |         |            | 7          | 45         |
| 2001 | 90.000   | 418.250  | 21,5     | 17        |                 | 17              | 5.294                 |         |            | 6          | 45         |
| 2002 | 89.820   | 329.724  | 27,2     | 18        | 3               | 21              | 4.277                 |         | 6          | 8          | 50         |
| 2003 | 90.020   | 329,724  | 27,3     | 19        | 3               | 22              | 4.091                 |         | 9          | 8          | 58         |
| 2004 | 90.020   | 329.724  | 27,3     | 21        | 3               | 24              | 3.750                 |         | 5          | 7          | 58         |
| 2006 | 90.520   | 329.724  | 27,5     | 25        | 22              | 3               | 3.620                 |         | 6          | 6          | 59         |
| 2010 | 80.520   | 329.724  | 24,4     | 27        | 25              | 2               | 2.982                 |         | 4          | 2          | 59         |
| 2013 | 67.700   | 277.200  | 24,4     | 24        | 22              | 2               | 2.820                 |         | 2          | 3          | 59         |